# Stockbridge (Hampshire)
Stockbridge is een civil parish in het bestuurlijke gebied Test Valley, in het Engelse graafschap Hampshire met 592 inwoners.

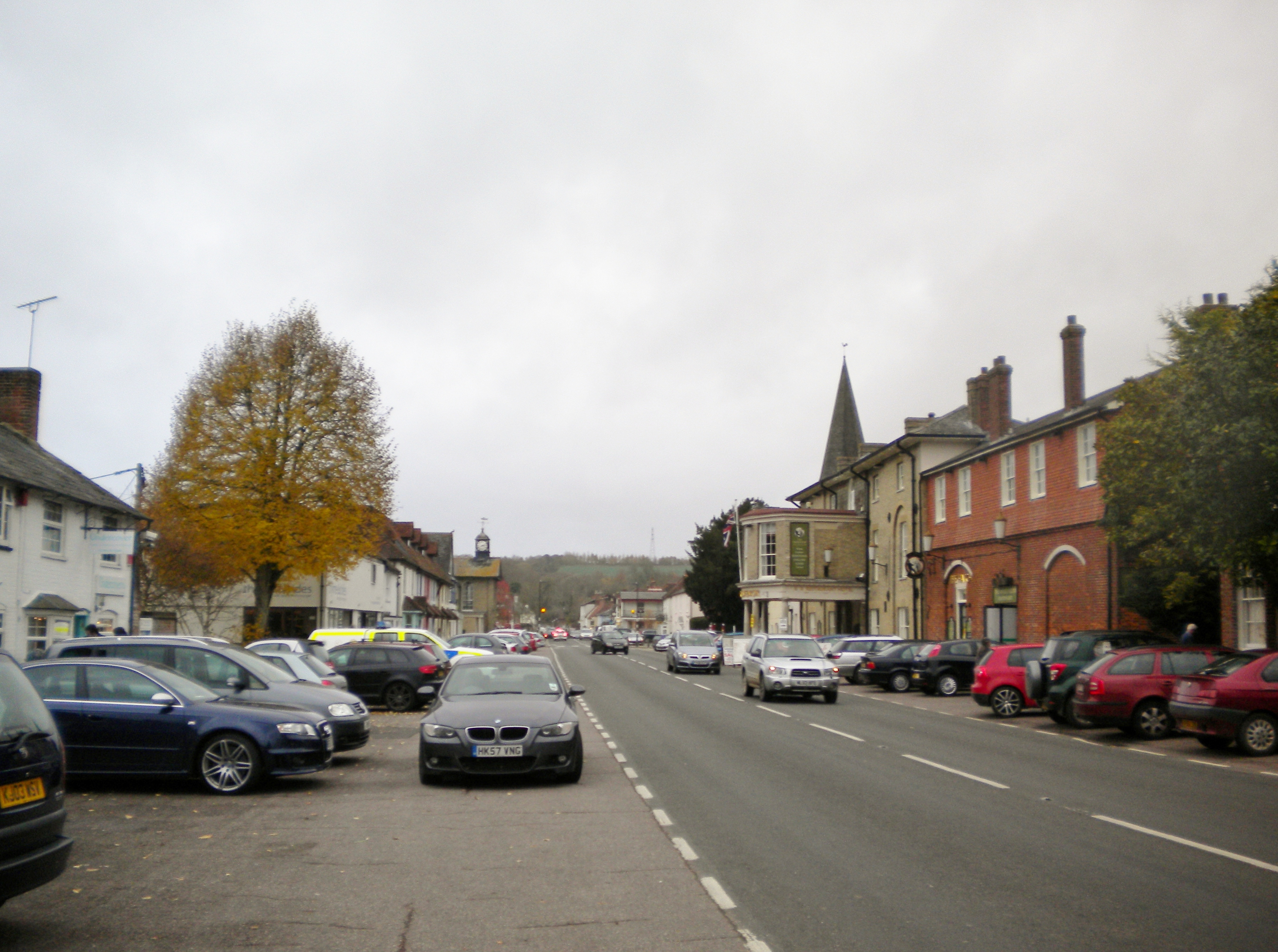